# Queer Lion 2021
Il Queer Lion 2021 è la quindicesima edizione del riconoscimento collaterale che premia «il miglior film con tematiche omosessuali & Queer Culture», assegnato nel quadro delle manifestazioni della 78ª Mostra internazionale d'arte cinematografica di Venezia che ha avuto luogo dal 1º all'11 settembre 2021.
La giuria è stata presieduta dalle critica cinematografica Ilaria Feole; gli altri membri Antonella Benanzato e Angelica Lorenzon. La cerimonia di premiazione si è svolta il 10 settembre alle ore 18:00 presso la Hollywood Celebrities Lounge, al Circolo del Tennis del Lido di Venezia.
Hanno concorso per il premio 10 film. Il vincitore è stato il documentario La dernière séance di Gianluca Matarrese, presentato nella sezione Settimana Internazionale della Critica. La motivazione è stata la seguente: 

## Regolamento di partecipazione
Hanno concorso per il Queer Lion Award tutti i film, di durata pari o superiore a 30 minuti, con tematiche e personaggi LGBT rilevanti all'interno dell’opera.
Nella sezione Fuori Concorso sono state segnalate tutte le opere queer di durata inferiore a 30’, i film con personaggi o situazioni LGBTQ estremamente secondari e marginali rispetto alla centralità della trama e i restauri delle pellicole che hanno fatto la storia del cinema e della cultura queer.

## Giuria
- Ilaria Feole - critica cinematografica - Presidente di giuria
- Antonella Benanzato - artista e giornalista
- Angelica Lorenzion - giornalista e critica cinematografica

### Coordinatori della giuria
- Daniel N. Casagrande - giornalista e critico cinematografico -
- Marco Busato - operarore radiofonco -
- Adriano Virone - animatore culturale, attivista gay e DJ
- Jani Kuštrin - archivista, operatore culturale e attivista LGBT

## Film

### In gara
- Il potere del cane (The Power of the Dog) di Jane Campion (Nuova Zelanda, Australia, 125’, 2021)
- Competencia oficial di Gastón Duprat, Mariano Cohn (Spagna, Argentina, 114’, 2021)
- Madres paralelas di Pedro Almodóvar (Spagna, 120’, 2021)
- Il bambino nascosto di Roberto Andò (Italia, Francia, 110’, 2021)
- Il paradiso del pavone di Laura Bispuri (Italia, Germania, 89’, 2021)
- El hoyo en la cerca di Joaquín del Paso (Messico, Polonia, 100’, 2021)
- La santa piccola di Silvia Brunelli (Italia, 97’, 2021)
- Deserto Particular di Aly Muritiba (Brasile, Portogallo, 120’, 2021)
- Il silenzio grande di Alessandro Gassmann (Italia, Polonia, 106’, 2021)
- La dernière séance di Gianluca Matarrese (Italia, Francia, 100’, 2021)

### Fuori concorso
- La scuola cattolica di Stefano Mordini (Italia, 106’, 2021)
- Ariaferma di Leonardo Di Costanzo (Italia, Svizzera, 117’, 2021)
- Bodeng sar (White Building) di Kavich Neang (Cambogia, Francia, Cina, Qatar, 90’, 2021)
- Nuestros días más felices di Sol Berruezo Pichon-Rivière (Argentina, 100′, 2021)
- Isolation di Michele Placido, Julia von Heinz, Olivier Guerpillon, Jaco Van Dormael, Michael Wintebottom (Italia, Regno Unito, Germania, Belgio, Svezia, 88’, 2021)
- Caveman – Il gigante nascosto di Tommaso Landucci (Italia, Svizzera, 91’, 2021)
- Techno, mama di Saulius Baradinskas (Lituania, 18’, 2021)
- In The Mist di Tung-yen Chou (Taipei, 15’)
- Era ieri di Valentina Pedicini (Italia, 14’, 2016)

### Segnalati
- Spencer di Pablo Larraín (Germania, Regno Unito, 111′, 2021)
- Halloween Kills di David Gordon Green (Usa, 105′, 2021)